# Намонастреві (Кеда)
Намонастреві (груз. ნამონასტრევი) — село в Грузії.
За даними перепису населення 2014 року в селі проживає 60 осіб.